# JVC HC-95
JVC HC-95 (HC-95) је кућни рачунар фирме JVC који је почео да се производи у Јапану током 1986. године.
Користио је Zilog Z80A и HD64180 (посебни JVC процесор) микропроцесорску јединицу а RAM меморија рачунара је имала капацитет од 64 KB. 
Као оперативни систем кориштен је MSX Basic 2.0.

## Детаљни подаци
Детаљнији подаци о рачунару HC-95 су дати у табели испод.
|                       |                                                                                         |
| [ 1 ]                 |                                                                                         |
| Произвођач            |                                                                                         |
| Тип                   | кућни рачунар                                                                           |
| Меморија              | 64 KB                                                                                   |
| Поријекло             | Јапан                                                                                   |
| Година                | 1986                                                                                    |
| Тастатура             | Пуни помак, 73 тастера са 5 функцијских тастера, нумеричка тастатура и 4 тастера смјера |
| Процесор              | и (посебни JVC процесор)                                                                |
| Фреквенција процесора | 3,58 (Z80A) - 6 (HD64180)                                                               |
| RAM                   | 64 KB                                                                                   |
| ROM                   | 86 (48 BASIC, 16 Disc BASIC, 16 систем)                                                 |
| Текст                 | 40 x 24 / 32 x 24                                                                       |
| Графика               | 64 x 48 / 256 x 192 / 256 x 212 / 512 x 212                                             |
| Боја                  | 512                                                                                     |
| Звук                  | 3 канала, 8 октава                                                                      |
| Димензије             | 40,5 (ширина) x 38,1 (дубина) x 7,6 (висина) . / 7 .                                    |
| Портови               |                                                                                         |
| Оперативни систем     |                                                                                         |